# A5 (Portugal)
L'Autoestrada A5 (autopista A5) o Autoestrada da Costa do Estoril és una autopista portuguesa, que connecta Lisboa amb Cascais, connectant la costa sud del nord de l'àrea metropolitana de Lisboa, amb una longitud total de 25 km.
És l'autopista portuguesa més antiga, amb el primer tram inaugurat el 1944 i totalment acabat el 2015, sent l'eix fonamental que uneix Lisboa amb la costa d'Estoril i Cascais, en una longitud de 25 km. L'A5 coincideix íntegrament amb l'Itinerari Complementari nº 15 (IC15).
Aquesta autopista comença als peus de la Serra de Monsanto, a l'extrem urbà de la ciutat de Lisboa, i es dirigeix cap a Vale do Jamor, on es troba amb l'Estadi Nacional de Jamor i es creua amb l'A9 (CREL). A la vista de diversos parcs científics i tecnològics, l'A5 continua a través d'Oeiras i la zona de bany de Carcavelos i Estoril fins a acabar al nord-oest de Cascais, prop del límit del Parc Natural de Sintra-Cascais i a pocs quilòmetres de la costa oest i de la platja del Guincho.
És operat i mantingut per la concessionària Brisa i està parcialment pejat. Entre Oeiras i Estoril, es cobra una tarifa d'1,50 € a l'entrada o sortida de l'autopista.

## Història
El que ara és l'autopista A5 es va projectar a la dècada del 1930, ja amb la intenció de connectar Lisboa amb Cascais. El seu tram inicial, que connecta Lisboa -a través del viaducte d'Alcântara- amb l'Estadi Nacional, es va inaugurar el 1944, constituint la primera autopista portuguesa i una de les primeres del món.
Pel Pla Nacional de Carreteres de 1945, l'autopista Lisboa-Cascais va ser designada oficialment com a Carretera Nacional Nº 7 (N7).
L'antic circuit de Monsanto incloïa un tram d'aquesta carretera. El 1959 s'hi va celebrar el 2n Gran Premi de Fórmula 1 de Portugal.
Després de la finalització del primer tram, haurien de passar gairebé tres dècades abans de l'inici de l'ampliació de l'autopista. El 1972, any del naixement de Brisa, el contracte de concessió va encarregar a la concessionària la construcció del tram de la N 7 a Cascais, i les obres van començar l'any següent. No obstant això, el 25 d'abril de 1974 va suposar una nova orientació en l'obra pública i es va prioritzar la construcció de l'A2 de Fogueteiro a Setúbal, amb la suspensió de les obres durant anys, entre informes que no la consideraven prioritària. No va ser fins a finals de la dècada de 1980 que el govern encapçalat per Aníbal Cavaco Silva va decidir donar llum verda a l'ampliació de l'A5 fins a Cascais, i les obres es van acabar el 1991.
Pel Pla Nacional de Carreteres de 1985 (PRN 1985), les autopistes van començar a tenir la seva pròpia numeració. L'autopista Lisboa-Cascais va rebre llavors la designació actual d'autopista número 5 (A5). El PNR de 1985 també va establir una xarxa de rutes complementàries, que en alguns casos se superposaven amb les autopistes. En aquest context, es va crear l'Itinerari Complementari nº 15 (IC15), coincidint íntegrament amb l'A5.
Des de llavors, l'A5 ha sofert successives ampliacions, primer entre Lisboa i Carnaxide i després (entre 2003 i 2005) en el tram entre Carnaxide i Alcabideche.
A causa de la seva reducta extensió, en el moment de la seva extensió a Cascais, els nodes de connexió situats al municipi de Cascais (entre Carcavelos i Cascais) només permetien entrar cap a Lisboa i sortir en direcció a Cascais. És a dir, qualsevol persona que entrés en un dels nodes situats al municipi de Cascais només podia sortir entre Oeiras i Lisboa. Això es va deure a l'escàs trànsit que circulava diàriament dins del municipi de Cascais. No obstant això, el 1995 es va obrir la connexió de l'enllaç de Carcavelos amb el sentit de Cascais i, quan es va adjudicar la construcció de l'autopista A16, el 2006 es va obrir la connexió de l'enllaç d'Estoril i, amb la finalització de la nova autopista, es va obrir la connexió de l'enllaç de l'Alcabideche, on s'inicia.
El novembre de 2016 es va inaugurar l'últim tram de l'A5, que acabava en una rotonda des de la qual surten dos ramals: un cap al nord del municipi (via Aldeia do Juso) i un altre cap al sud, que dóna servei a les poblacions de Birre, Torre, Areia, Quinta da Marinha i Guincho.
Aquesta rotonda porta el nom del professor Delfim Santos, filòsof i pedagog portuguès, que habitualment passava l'estiu a Cascais i hi va morir el 25 de setembre de 1966: «un dels pedagogs portuguesos més prestigiosos, el seu nom corona amb absoluta justícia la finalització de l'autopista».